# SS Savannah
SS Savannah var ett amerikanskt kombinerat segelfartyg och hjulångare som var det första som korsade Atlanten med hjälp av en ångmaskin. Resan från Savannah i USA till Liverpool i England tog 29 dygn varav 80 timmar med ångdrift.
SS Savannah byggdes som en fullriggad tremastad paketbåt. Redan innan hon var färdigbyggd övertogs hon av kapten Moses Rogers som lät installera två skovelhjul av järn och en encylindrig ångmaskin på 90 hästkrafter. Ångpannan var av koppar.
Skovelhjulen hade en diameter på 4,9 meter och kunde lyftas upp ur vattnet när de inte användes.
Resan över Atlanten inleddes 22 maj 1819 utan gods och passagerare. Mängden bränsle, 90 m3 ved och 75 ton kol, beräknades räcka till omkring 200 timmars drift. Den 20 juni anlände Savannah till Liverpool och därefter besökte hon bland annat Stockholm, Sankt Petersburg och Köpenhamn. Hemresan inleddes 20 september och tog 40 dagar.

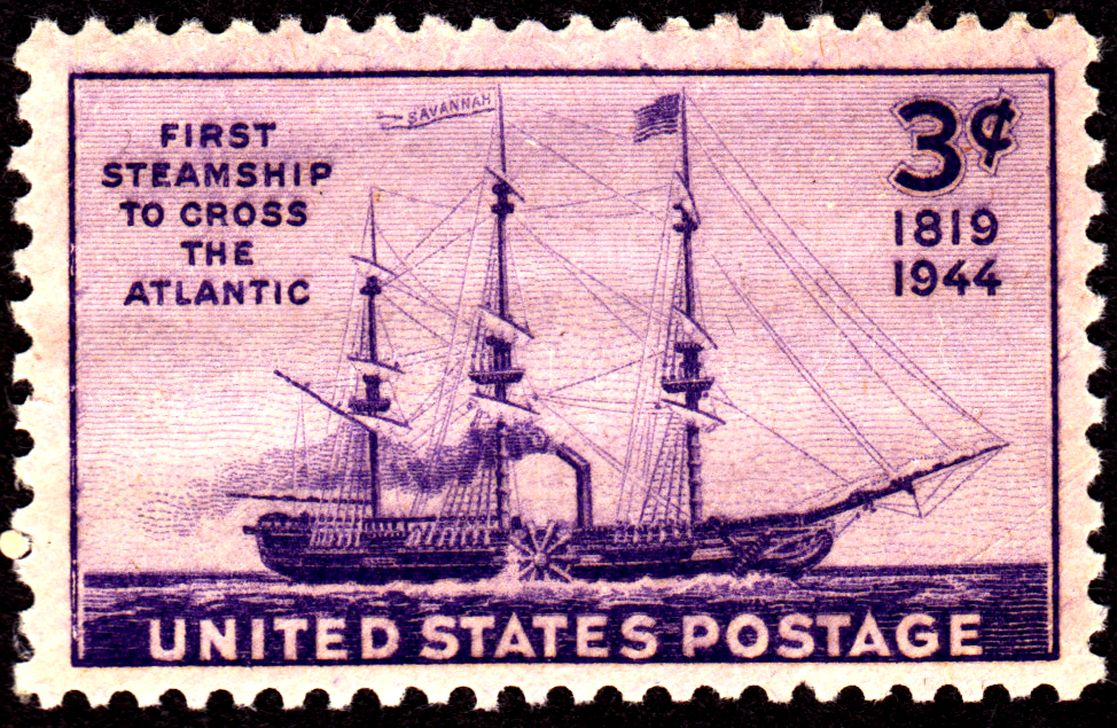
Savannah på ett 3 cents frimärke från 1944.

Resan blev en teknisk succe men ångdriften var dyr och ångmaskinen demonterades innan fartyget såldes. Savannah strandade på Long Island 5 november 1821 och skrotades på plats.